# Peter II van Aragón
Peter II (Spaans: Pedro; Catalaans: Pere) (1174 - 12 september 1213) was tussen 1198 en 1213 koning van Aragón en graaf van Barcelona.
Hij was de zoon van Alfons II van Aragón en Sancha van Castilië. In 1205 erkende hij de paus als zijn leenheer en werd hij in Rome door paus Innocentius III officieel tot koning gekroond. Hierbij zwoer hij het katholieke geloof te verdedigen. Hij wordt daarom ook wel Peter de Katholiek genoemd. Hij was de eerste koning van Aragón die gekroond werd door een paus.
Op 15 juni 1204 trouwde hij Maria van Montpellier, de dochter van Willem VIII van Montpellier. Ze kregen een zoon die ze Jacobus noemden. Meteen na de geboorte wilde Peter scheiden van Maria om te kunnen trouwen met Maria van Jeruzalem, maar de paus weigerde het huwelijk nietig te verklaren.
In 1212 leidde hij de christelijke legers tegen de Moorse legers in de Slag bij Las Navas de Tolosa. Bij terugkomst in de herfst van 1212 bleek Toulouse veroverd te zijn door Simon IV van Montfort, tijdens Simons strijd tegen de katharen. Ook had Simon zijn zwager, graaf Raymond VI van Toulouse, verbannen.
Het daarop volgende voorjaar, in 1213, trokken Peter en Raymond de Pyreneeën over om het graafschap Toulouse weer op te eisen. De troepen van Peter en Simon troffen elkaar bij Muret. Raymonds plan was om Simons troepen te omsingelen en daarna uit te hongeren, maar Peter vond dat een lafhartige strijdwijze en koos voor een frontale aanval.
Dit bleek achteraf fataal. Peters troepen vielen al snel uiteen als gevolg van de felle aanvallen van het leger van Montfort. Peter, die als een gewone ridder gekleed was, waardoor hij niet herkend werd als de koning van Aragón, werd zelf in het heetst van de strijd van zijn paard gestoten en gedood. Zijn leger sloeg daarna op de vlucht waarna Simon IV van Montfort de overwinning opeiste.

## Voorouders
| Voorouders van Peter II van Aragón | Voorouders van Peter II van Aragón                                                  | Voorouders van Peter II van Aragón                                                  | Voorouders van Peter II van Aragón                                          | Voorouders van Peter II van Aragón                                          | Voorouders van Peter II van Aragón                                           | Voorouders van Peter II van Aragón                                           | Voorouders van Peter II van Aragón                                          | Voorouders van Peter II van Aragón                                          |
| ---------------------------------- | ----------------------------------------------------------------------------------- | ----------------------------------------------------------------------------------- | --------------------------------------------------------------------------- | --------------------------------------------------------------------------- | ---------------------------------------------------------------------------- | ---------------------------------------------------------------------------- | --------------------------------------------------------------------------- | --------------------------------------------------------------------------- |
| Overgrootouders                    | Raymond Berengarius III van Barcelona (1082-1131) ∞ Dulcia van Provence (1090-1129) | Raymond Berengarius III van Barcelona (1082-1131) ∞ Dulcia van Provence (1090-1129) | Ramiro II van Aragón (1080-1147) ∞ Agnes van Poitou (1110-1157)             | Ramiro II van Aragón (1080-1147) ∞ Agnes van Poitou (1110-1157)             | Raymond van Bourgondië (1059-1107) ∞ Urraca van Castilië en León (1082-1126) | Raymond van Bourgondië (1059-1107) ∞ Urraca van Castilië en León (1082-1126) | Wladislaus de Balling (1105–1159) ∞ Agnes van Oostenrijk (1111-1157)        | Wladislaus de Balling (1105–1159) ∞ Agnes van Oostenrijk (1111-1157)        |
| Grootouders                        | Ramon Berenguer IV (1113-1162) ∞ Petronella van Aragón (1135-1174)                  | Ramon Berenguer IV (1113-1162) ∞ Petronella van Aragón (1135-1174)                  | Ramon Berenguer IV (1113-1162) ∞ Petronella van Aragón (1135-1174)          | Ramon Berenguer IV (1113-1162) ∞ Petronella van Aragón (1135-1174)          | Alfons VII van León en Castilië (1105-1157) ∞ Richeza van Polen (1140-1165)  | Alfons VII van León en Castilië (1105-1157) ∞ Richeza van Polen (1140-1165)  | Alfons VII van León en Castilië (1105-1157) ∞ Richeza van Polen (1140-1165) | Alfons VII van León en Castilië (1105-1157) ∞ Richeza van Polen (1140-1165) |
| Ouders                             | Alfons II van Aragón (1157-1196) ∞ Sancha van Castilië (Aragón) (1154-1208)         | Alfons II van Aragón (1157-1196) ∞ Sancha van Castilië (Aragón) (1154-1208)         | Alfons II van Aragón (1157-1196) ∞ Sancha van Castilië (Aragón) (1154-1208) | Alfons II van Aragón (1157-1196) ∞ Sancha van Castilië (Aragón) (1154-1208) | Alfons II van Aragón (1157-1196) ∞ Sancha van Castilië (Aragón) (1154-1208)  | Alfons II van Aragón (1157-1196) ∞ Sancha van Castilië (Aragón) (1154-1208)  | Alfons II van Aragón (1157-1196) ∞ Sancha van Castilië (Aragón) (1154-1208) | Alfons II van Aragón (1157-1196) ∞ Sancha van Castilië (Aragón) (1154-1208) |
| Peter II van Aragón (1174-1213)    |                                                                                     |                                                                                     |                                                                             |                                                                             |                                                                              |                                                                              |                                                                             |                                                                             |

- Bibsys: 12052646
- Biblioteca Nacional de España: XX1177273
- Bibliothèque nationale de France: cb148123389 (data)
- Catàleg d'autoritats de noms i títols de Catalunya: 981058614780306706
- Gemeinsame Normdatei: 1018870210
- International Standard Name Identifier: 0000 0000 7690 7486
- Library of Congress Control Number: n80164752
- Nationale Bibliotheek van Israël: 987007426757105171
- Système universitaire de documentation: 034015612
- Virtual International Authority File: 10113655
- WorldCat: E39PBJwtk7Bp4W3VxKP94rW4bd